# Crângași

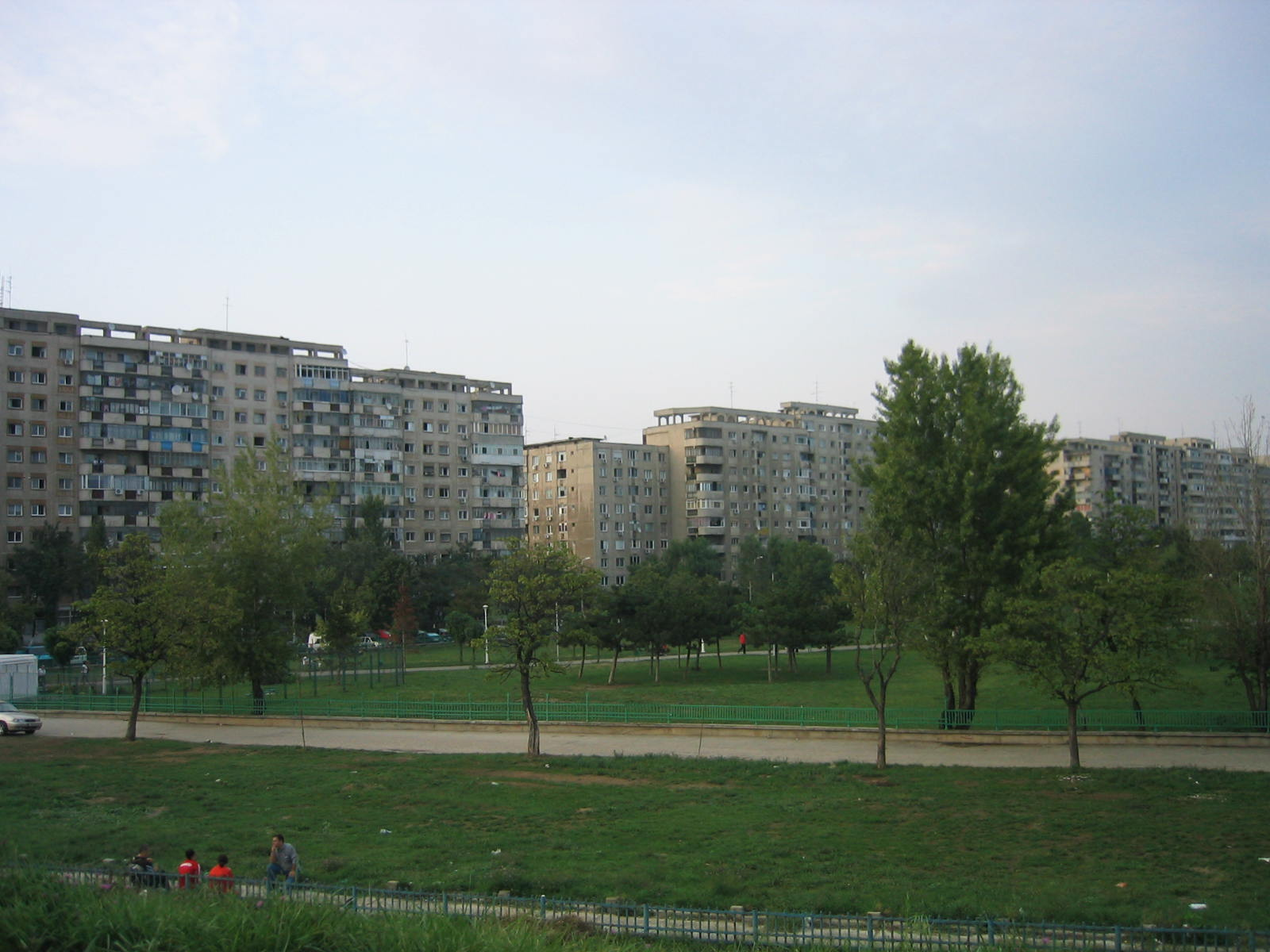
Uitzicht op Crângași

Crângași is een van de kleinste wijken van Boekarest, en ligt in sector 6. Crângași betekent ongeveer "mensen levend in een jong bos". De wijk ligt in het westen van Boekarest nabij de Dâmbovița, waar de rivier in het Moriimeer stroomt.
Districten: Sector 1 · Sector 2 · Sector 3 · Sector 4 · Sector 5 · Sector 6

Wijken: Băneasa · Berceni · Centru Civic · Colentina · Cotroceni · Crângași · Dristor · Drumul Taberei · Dudești · Ferentari · Floreasca · Giulești · Iancului · Lipscani · Militari · Obor · Olteniţei · Pantelimon · Pipera · Rahova · Tei · Titan · Văcăreşti · Vitan